# Tanja Klenk
Tanja Klenk (* 1974 in Schwäbisch Hall) ist eine deutsche Politikwissenschaftlerin.

## Leben
Von 1994 bis 2001 studierte sie Soziologie, Politikwissenschaft, Geschichte und Philosophie an der Universität Hamburg (Schwerpunkte im Hauptfach Soziologie: Wirtschaft, Arbeit und Organisation/Abschluss als Diplom-Soziologin, Diplomarbeit: „Kommunale Gleichstellungspolitik im Verwaltungsmodernisierungsprozess“). Von 2001 bis 2004 war sie Beraterin bei der ISA Consult GmbH, Beratungsgesellschaft für Innovation, Strukturpolitik und Arbeit, mit den Beratungsschwerpunkten Modernisierung des öffentlichen Sektors (Kontraktmanagement, Qualitätsmanagement, Arbeitszeit). Von 2004 bis 2011 war sie wissenschaftliche Mitarbeiterin am Zentrum für Sozialpolitik, Abteilung Theorie und Verfassung des Wohlfahrtsstaates, Universität Bremen. Nach der Promotion im Juni 2007 (Dr. rer. pol.), Titel der Dissertation: „Innovation und Kontinuität: Die Organisationsreform in der GRV“ Gutachter: Frank Nullmeier / Marian Döhler war sie von 2007 bis 2011 Redakteurin der Zeitschrift für Sozialreform. Im April 2008 war sie Visiting Fellow an der University of Bath, Department of Social & Policy Sciences. Von 2011 bis 2015 war sie wissenschaftliche Mitarbeiterin an der Universität Potsdam, Lehrstuhl für Politik, Verwaltung und Organisation. Im März 2011 war sie Visiting Fellow an der Università degli Studi di Milano, Facoltà di Scienze Politiche. Von 2013 bis 2014 vertrat sie die Professur für Politikwissenschaft an der Deutschen Universität für Verwaltungswissenschaften Speyer. Von 2015 bis 2017 lehrte sie als Professorin für Theorie und Empirie des Gesundheitswesens, Universität Kassel. Nach der Habilitation im Februar 2017 an Wirtschafts- und Sozialwissenschaftlichen Fakultät in Potsdam, Venia Legendi für Politik- und Verwaltungswissenschaft; Titel der Habilitationsschrift: „Accountability and Coordination in Welfare Markets“ (kumulativ) lehrt sie seit 2017 als Professorin für Verwaltungswissenschaft an der Helmut-Schmidt-Universität.

## Schriften (Auswahl)
- mit Frank Nullmeier: Public Governance als Reformstrategie. Düsseldorf 2003, ISBN 3-935145-72-1.
- Modernisierung der funktionalen Selbstverwaltung. Universitäten, Krankenkassen und andere öffentliche Körperschaften. Frankfurt am Main 2008, ISBN 978-3-593-38596-9.
- Innovation und Kontinuität. Die Organisationsreform in der gesetzlichen Rentenversicherung. Wiesbaden 2008, ISBN 3-531-15817-1.
- als Herausgeberin mit Philine Weyrauch, Alexander Haarmann und Frank Nullmeier: Abkehr vom Korporatismus? Der Wandel der Sozialversicherungen im europäischen Vergleich. Frankfurt am Main 2012, ISBN 978-3-593-39174-8.